# Scorpiops zubairahmedi
Espèce
Scorpiops zubairahmedi est une espèce de scorpions de la famille des Scorpiopidae.

## Distribution
Cette espèce est endémique du Gilgit-Baltistan au Pakistan. Elle se rencontre dans le district de Gilgit.

## Description
Le mâle holotype mesure 60,0 mm.

## Étymologie
Cette espèce est nommée en l'honneur de Zubair Ahmed.

## Publication originale
- Kovařík & Ahmed, 2009 : « Three new species of the genus Scorpiops Peters, 1861 (Scorpiones: Euscorpiidae: Scorpiopinae) from Pakistan. » Euscorpius, no 88, p. 1-11 (texte original).